# Аралбаева, Амина Кашфиевна
Ами́на Кашфи́евна Аралба́ева (22 мая 1928, д. Куллярово, Башкирская АССР — 27 октября 2014, Москва) — башкирская актриса, театровед; Заслуженный деятель искусств Республики Башкортостан (1999); член Союза театральных деятелей (1950).

## Биография
С 1950 года — актриса Аургазинского колхозно-совхозного театра (в 1956 году преобразованного в Салаватский драматический театр). В 1956 году окончила ГИТИС (курс П. А. Маркова), стала первым театроведом Башкирии.
В 1956—1982 годах заведовала литературной частью Башкирского академического театра драмы, участвовала в формировании репертуарной политики театра, организации творческих вечеров актёров и режиссёров.

## Творчество
Перевела на башкирский язык пьесы В. В. Лаврентьева, В. П. Минко, А. Н. Островского. Автор статей о театре, творчестве башкирских актёров и режиссёров.

## Семья
От писателя И. В. Сотникова родила дочь — Гульназ (род. 21 сентября 1961) — российская общественная деятельница, предприниматель и меценат.